# 下布達庫鄉

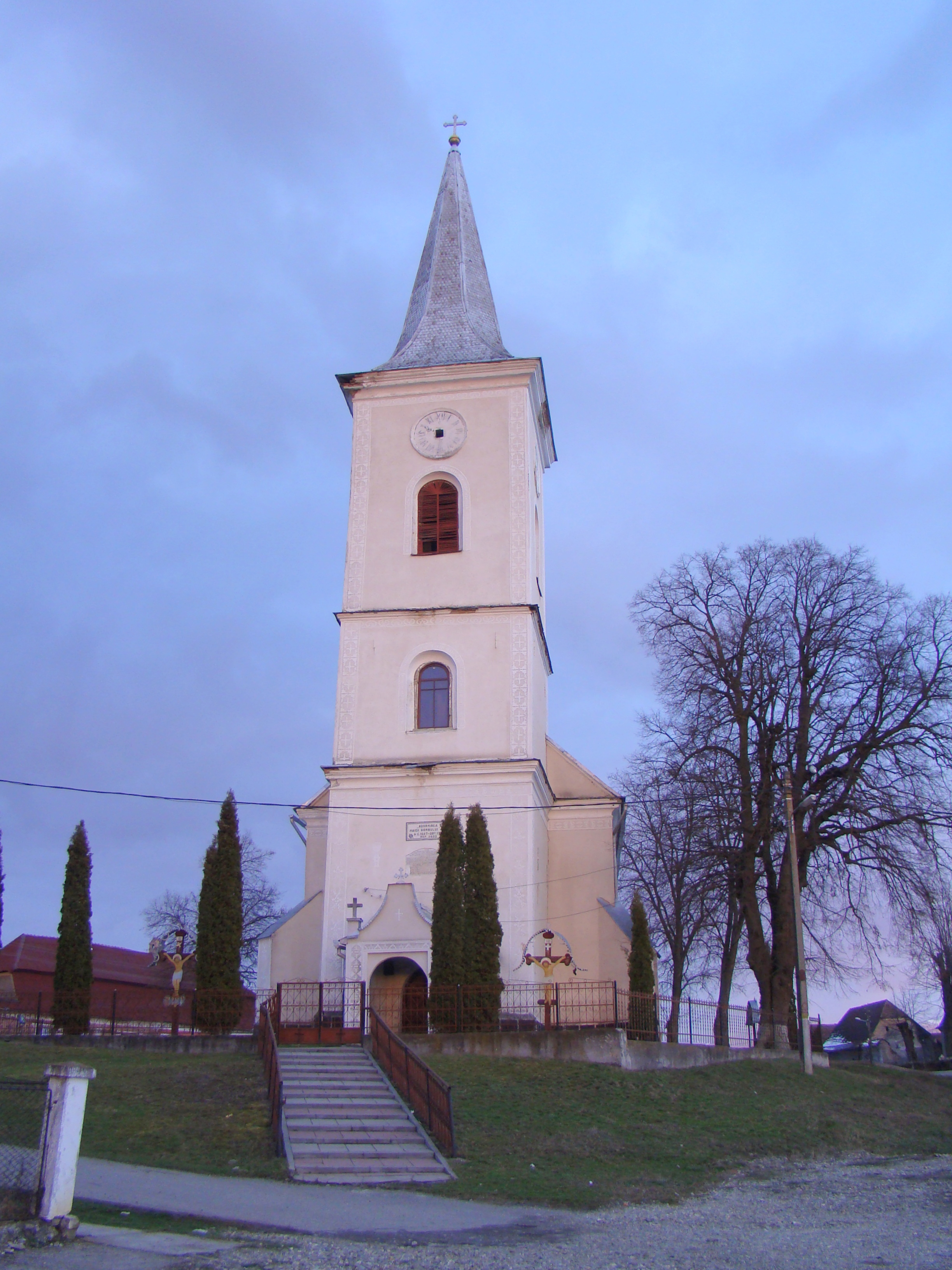
下布達庫鄉喬斯安眠教堂

47°05′N 24°31′E / 47.083°N 24.517°E
下布達庫鄉（羅馬尼亞語：Comuna Budacu de Jos, Bistrița-Năsăud），是羅馬尼亞的鄉份，位於該國西北部，由比斯特里察-訥瑟烏德縣負責管轄，面積69平方公里，海拔高度358米，2007年人口3,135，人口密度每平方公里46人。